# Dark & Long
Dark & Long – utwór zespołu Underworld, pochodzący z albumu Dubnobasswithmyheadman z 1994 roku, wydany następnie w kilku wersjach jako singiel oraz minialbum.
Znalazł się również na drugiej ścieżce dźwiękowej filmu  Trainspotting, wydanej w 1997 roku.

## Wydania

### Singel
„Dark & Long” został wydany w 1994 roku w kilku wersjach jako singiel.

### Lista utworów
| A. | Dark & Long (Dark Train Mix) | 10:18 |
|    |                              |       |
| B. | Dark & Long (Burts Mix)      | 8:44  |
|    |                              |       |
|    |                              | 19:02 |
|    |                              |       |

| A. | Dark & Long (Spoon Deep Mix)      |  |
|    |                                   |  |
| B. | Dark & Long (Thing In A Book Mix) |  |
|    |                                   |  |

| 1. | Dark & Long (Hall's Mix)      | 4:08  |
|    |                               |       |
| 2. | Dark & Long (Dark Train)      | 9:51  |
|    |                               |       |
| 3. | Dark & Long (Most 'Ospitable) | 5:53  |
|    |                               |       |
| 4. | Dark & Long (215 Miles)       | 20:02 |
|    |                               |       |
|    |                               | 39:54 |
|    |                               |       |

## Odbiór

### Opinie krytyków
| Recenzje   | Recenzje     |
| Publikacja | Ocena        |
| ---------- | ------------ |
| AllMusic   | 4/5 gwiazdek |

W ocenie Keira Langleya z AllMusic „tytułowy utwór, 'Dark & Long', jest taki sam jak na albumie: chytry, uwodzicielski i ostry, który zakłada podejście 'mniej znaczy więcej' z suchym wokalem i powściągliwym napięciem. Rozwijająca się siła grupy leży raczej w starannym wykorzystaniu budowy i nastroju niż w wyszukanej, ozdobnej strukturze utworu”. Zdaniem recenzenta Darren Emerson, Rick Smith i Karl Hyde mają dobre wyczucie i znajomość tego typu rytmów, co jest widoczne w 'Dark Train', a także w „pięknym, energetyzującym, tajemniczym i wciągającym od początku do końca” ostatnim utworze, '215 Miles'.
„Utwór otwierający [album], 'Dark & Long' jest rzeczywiście mroczny i długi, łączy pulsujący house’owy beat z lepkimi pogłosami” – twierdzi Sal Cinquemani ze Slant Magazine.
Według magazynu Drowned in Sound otwierający album utwór 'Dark And Long', z syntezatorowym podkładem skopiowanym z dyskotekowego hitu 'I Feel Love' (zabieg, który zespół powtórzył kilka lat później) stanowi dowód, że „Underworld ma zdolność do zrobienia albumu crossover, który może spodobać się zarówno nastolatkom lubiącym indie i pop, jak i elektronicznej elicie”.
„pierwszy utwór z albumu dubnobasswithmyheadman, obsesyjny 'Dark & Long (Dark Train)' jest, jak sugeruje tytuł, prawdziwym pociągiem: wyrafinowanym, elektronicznym utworem trance, podróżą, która przywołuje progresywne i undergroundowe kontaminacje”.

### Listy tygodniowe
| Kraj            | Lista                       | Pozycja |
| --------------- | --------------------------- | ------- |
| Wielka Brytania | UK Singles Chart            | 57      |
| Wielka Brytania | UK Dance Singles Music Week | 4       |

## EP
We wrześniu 1994 roku „Dark & Long” został wydany jako EP nakładem April Records. W następnych latach wydanych zostało pięć wersji o praktycznie identycznej szacie graficznej okładki:
- 2. wydanie – 1996 rok,
- 3. wydanie – 1998,
- 4. wydanie – 1998,
- 5. wydanie, rok nieznany[13].

### Lista utworów
| 1. | Dark & Long (7")              | 4:12    |
|    |                               |         |
| 2. | Dark & Long (Thing In A Book) | 20:14   |
|    |                               |         |
| 3. | Dark & Long (Spoon Deep)      | 17:59   |
|    |                               |         |
| 4. | Dark & Long (Dark Hard)       | 11:34   |
|    |                               |         |
| 5. | Dark & Long (Dark Train)      | 10:27   |
|    |                               |         |
| 6. | Dark & Long (Burts)           | 8:47    |
|    |                               |         |
|    |                               | 1:13:13 |
|    |                               |         |
Autorzy, produkcja, miksowanie – Emerson (utwory: 2–6), Hyde, Smith